# Hauptquartier
Als Hauptquartier wird ein Planungs-, Befehls- und Koordinationszentrum bezeichnet.

## Militär

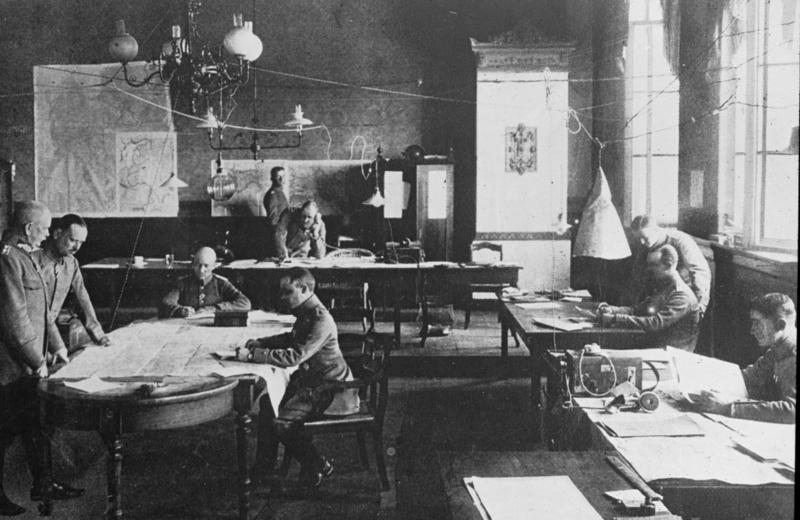
Deutsches Hauptquartier während des Ersten Weltkriegs.

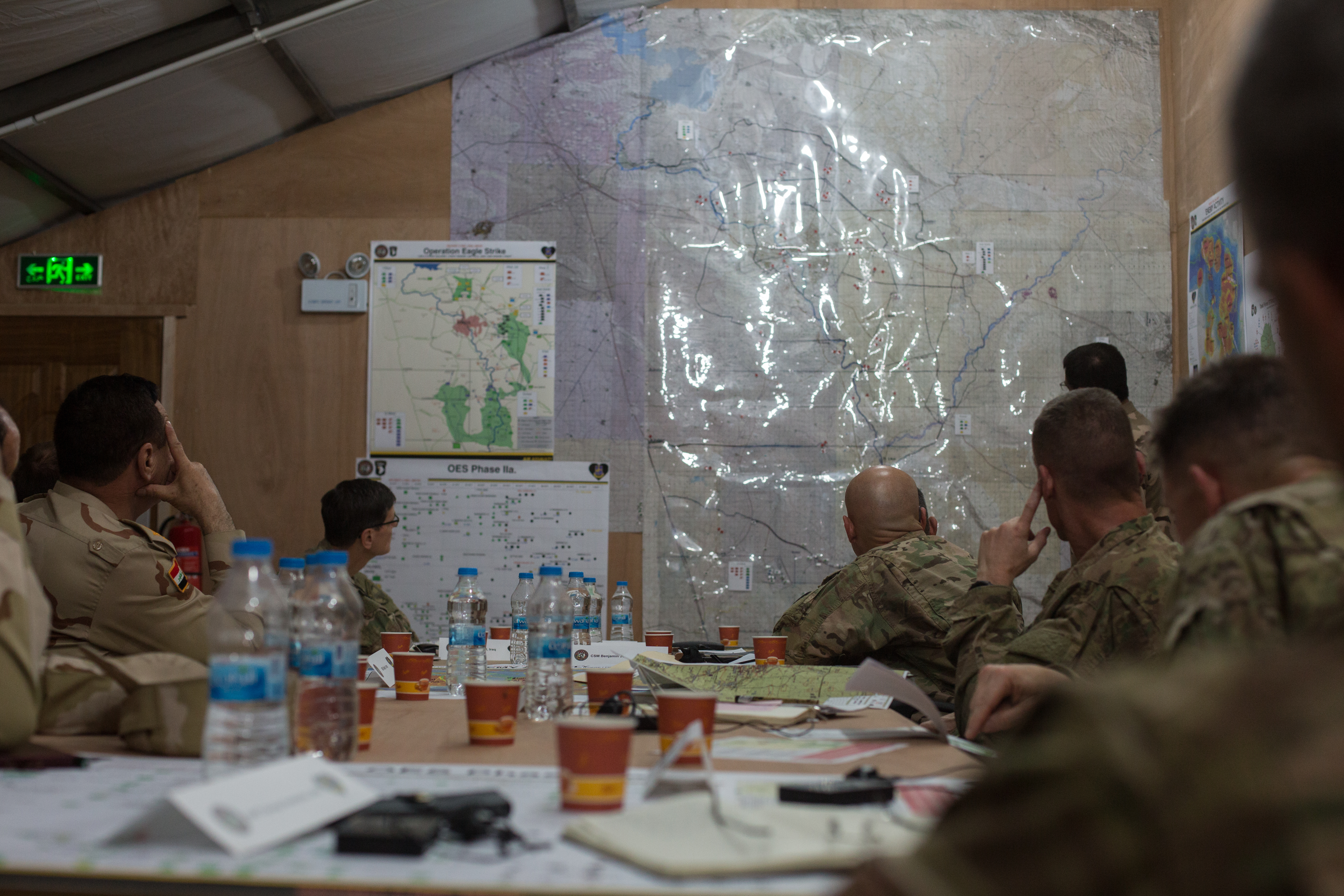
Hauptquartier während der Schlacht um Mossul 2016.

Beim Militär befindet sich der Stab eines Großverbandes mit seinem Hauptquartier (abgekürzt: HQ) meist in sicherer Entfernung zum aktuellen Kampfgeschehen. Im Deutschen wird das Hauptquartier als Stab bezeichnet. Der Stab wird vom Chef des Stabes geführt, die Gesamtheit des Großverbandes von einem Befehlshaber, ab einem Korps spricht man von einem Kommandierenden General. Eine solche Einrichtung ist mit für die Operationsführung notwendigen Fernmeldemitteln ausgestattet.
Hauptquartiere gibt es in jeder Größenordnung vom Divisionshauptquartier kurz hinter der Kriegsfront bis zum Hauptquartier der Streitkräfteführung an einem strategisch günstigen Ort.
Im Deutsch-Französischen Krieg von 1870 bis 1871 und im Ersten Weltkrieg war das Große Hauptquartier Seiner Majestät des Kaisers und Königs die mobile strategische Kommandozentrale der deutschen Streitkräfte.
In manchen Staaten, zum Beispiel in den Vereinigten Staaten, ist das Verteidigungsministerium dem zentralen Hauptquartier gleichzusetzen. In anderen Staaten ist das Hauptquartier an einem anderen, sicheren Ort untergebracht.
In der Kommandostruktur der NATO sind die Dienstposten im Regelfall multinational besetzt. Oberstes militärisches für Operationsführung zuständiges Hauptquartier der NATO ist das Supreme Headquarters Allied Powers Europe (SHAPE) in Mons, Belgien. Diesem sind elf regionale Hauptquartiere unterstellt. Im Juni 2011 beschloss die NATO, die Anzahl auf acht regionale Hauptquartiere zu reduzieren. Die Standorte Madrid, Lissabon und Heidelberg werden geschlossen.

## Wirtschaft
Der Begriff Hauptquartier wird bisweilen auch im zivilen Bereich (insbesondere als Anglizismus nach dem englischen Wort headquarters) für eine Konzernzentrale oder andere Orte verwendet, an denen die Fäden eines Unternehmens, eines Ministeriums oder einer anderen Organisation zusammenlaufen. Von Kartellen, also kooperativen Unternehmerverbänden, sind z. T. die Geschäftsgebäude erhalten. Diese Kartellsitze, an denen Verkauf, Verwaltung und das Sitzungswesen zusammengelegt waren, stellen Denkmäler dar für die Zentralen früherer Absatzsyndikate, die bis Mitte des 20. Jh. legal waren.